# Erzbistum Hermosillo

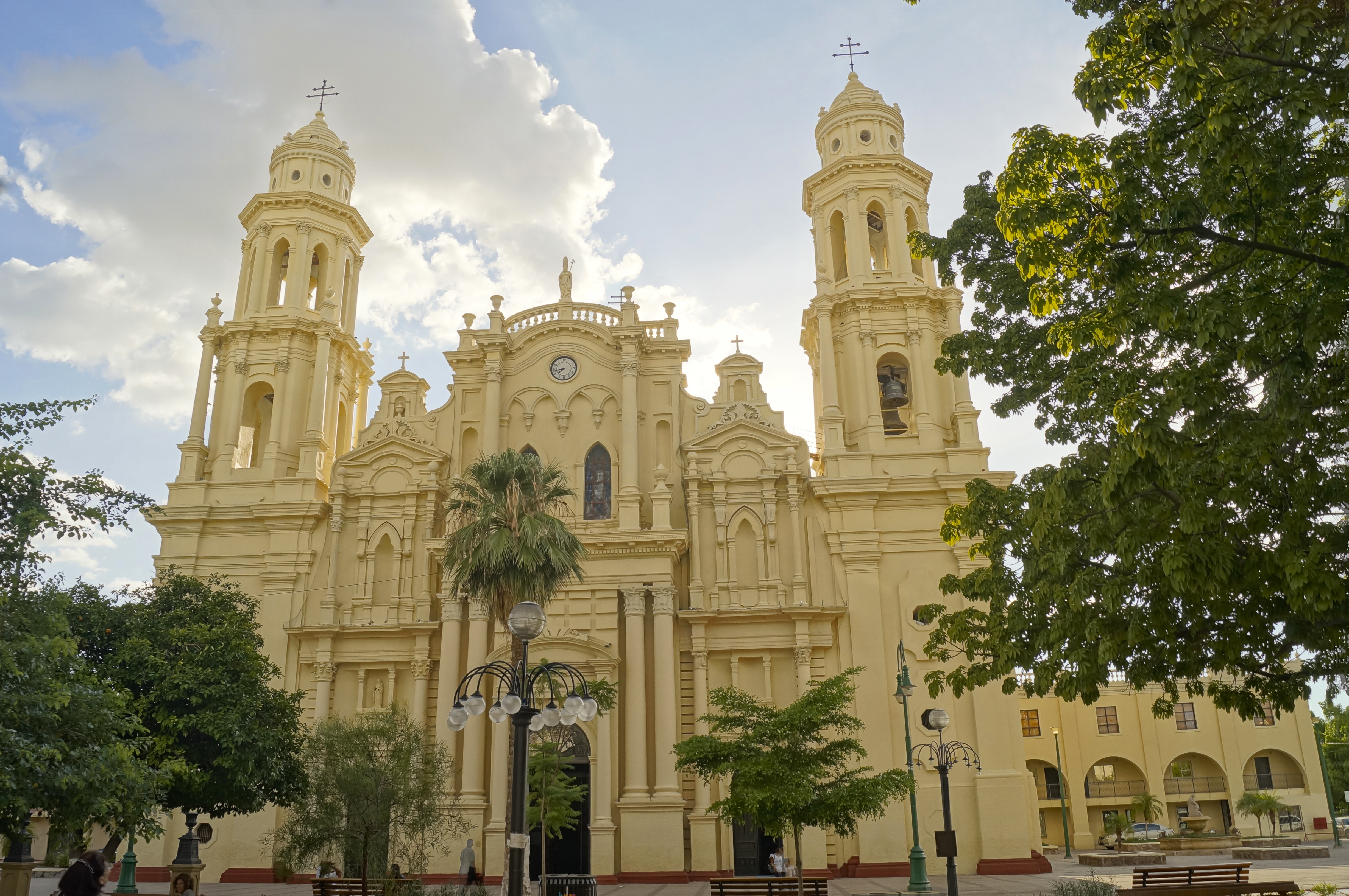
Catedral de la Asunción in Hermosillo

Das Erzbistum Hermosillo (lat.: Archidioecesis Hermosillensis, span.: Arquidiócesis de Hermosillo) ist eine in Mexiko gelegene römisch-katholische Erzdiözese mit Sitz in Hermosillo.

## Geschichte
Das Erzbistum Hermosillo wurde am 7. Mai 1779 durch Papst Pius VI. aus Gebietsabtretungen des Bistums Durango als Bistum Sonora errichtet und dem Erzbistum Mexiko-Stadt als Suffraganbistum unterstellt. Am 27. April 1840 gab das Bistum Sonora Teile seines Territoriums zur Gründung des Bistums Zwei Kalifornias ab. Das Bistum Sonora wurde am 23. Juni 1863 dem Erzbistum Guadalajara als Suffraganbistum unterstellt. Am 24. Mai 1883 gab das Bistum Sonora Teile seines Territoriums zur Gründung des Bistums Sinaloa ab. Das Bistum Sonora wurde am 23. Juni 1891 durch Papst Leo XIII. mit der Päpstlichen Bulle Illud in primis dem Erzbistum Durango als Suffraganbistum unterstellt. Am 20. Juni 1959 gab das Bistum Sonora Teile seines Territoriums zur Gründung des mit der Apostolischen Konstitution Cum petiisset errichteten Bistums Ciudad Obregón ab. Das Bistum Sonora wurde am 1. September 1959 in Bistum Hermosillo umbenannt.
Am 13. Juli 1963 wurde das Bistum Hermosillo durch Papst Paul VI. mit der Apostolischen Konstitution Mexicana natio zum Erzbistum erhoben.
Papst Franziskus errichtete am 19. März 2015 aus Gebietsabtretungen des Erzbistums Hermosillo das Bistum Nogales und unterstellte es dem Muttererzbistum als Suffragan. Für diese Gründung gab das Erzbistum Hermosillo mehr als die Hälfte seines Territoriums und etwa 35 % der Gläubigen ab.

## Ordinarien

### Bischöfe von Sonora
1. Antonio María de los Reyes Almada OFM, 1780–1787
2. José Joaquín Granados y Gálvez OFM, 1788–1794, dann Bischof von Durango
3. Damián Martínez de Galinzoga OFM, 1794–1795, dann Bischof von Tarazona
4. Francisco Rousset de Jesús y Rosas OFM, 1797–1814
5. Bernardo del Espíritu Santo Martínez y Ocejo OCD, 1817–1825
6. Angel Mariano de Morales y Jasso, 1832–1834
7. José Lázaro de la Garza y Ballesteros, 1837–1850, dann Erzbischof von Mexiko-Stadt
8. Pedro José de Jesús Loza y Pardavé, 1852–1868, dann Erzbischof von Guadalajara
9. Gil Alamán y García Castrillo, 1868–1869
10. José de Jesús María Uriarte y Pérez, 1869–1883, dann Bischof von Sinaloa
11. Jesús María Rico y Santoyo OFM, 1883–1884
12. Herculano López de la Mora, 1887–1902
13. Ignacio Valdespino y Díaz, 1902–1913, dann Bischof von Aguascalientes
14. Juan María Navarrete y Guerrero, 1919–1959

### Bischöfe von Hermosillo
1. Juan María Navarrete y Guerrero, 1959–1963

### Erzbischöfe von Hermosillo
1. Juan María Navarrete y Guerrero, 1963–1968
2. Carlos Quintero Arce, 1968–1996
3. José Ulises Macías Salcedo, 1996–2016
4. Ruy Rendón Leal, seit 2016